# Menina de Birka

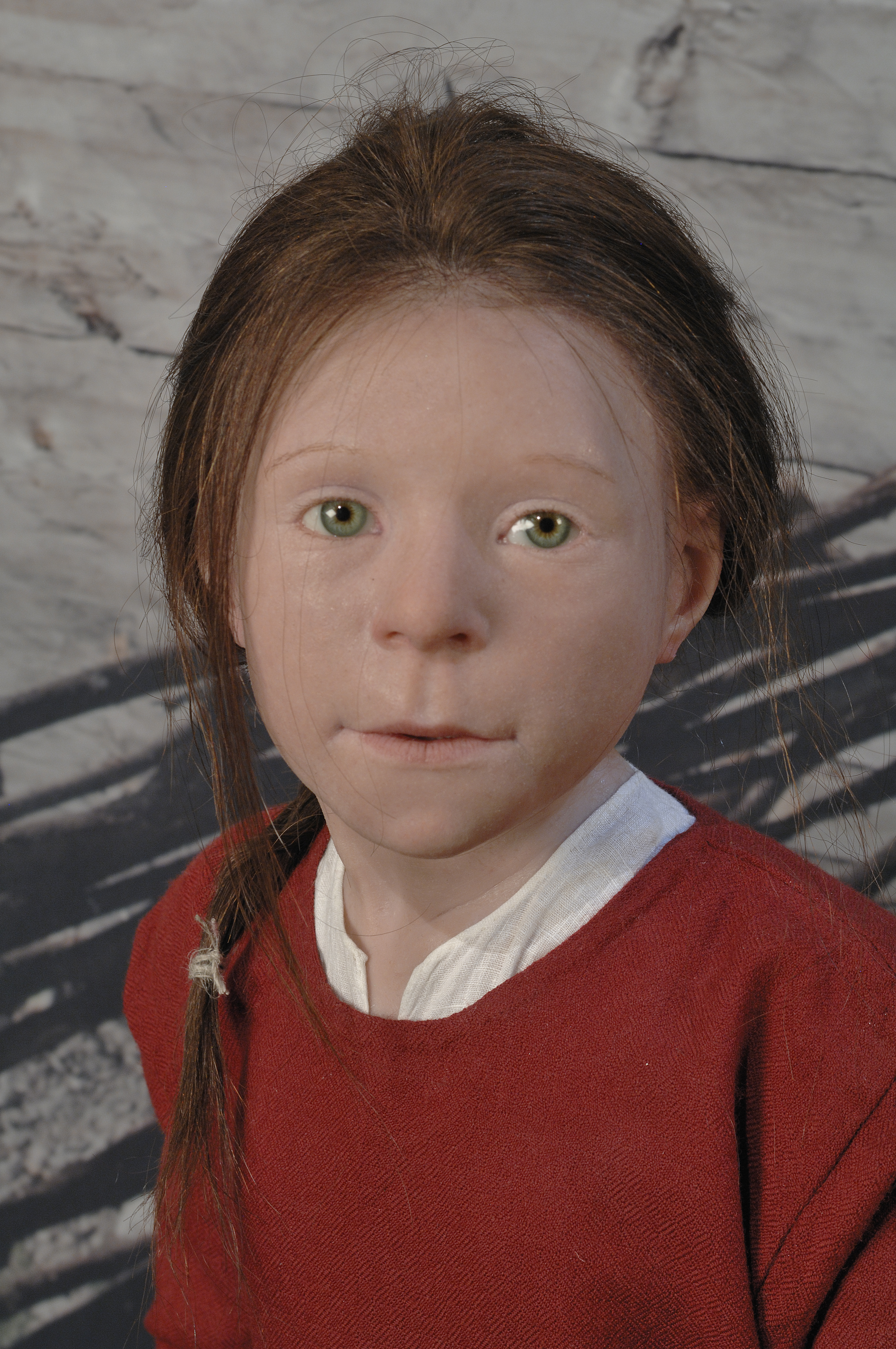
Reconstituição da Menina de Birka

A Menina de Birka ou Birca (em sueco: Birkaflickan) é uma menina que viveu e morreu há cerca de 1000 anos, na cidade viquingue de Birka, localizada na pequena ilha de Björkö, junto à margem norte do lago Mälaren na Suécia. 

Seu esqueleto foi achado pelo arqueólogo sueco Hjalmar Stolpe em 1876, e levado para o Museu Histórico de Estocolmo, onde está em exposição permanente. O arqueólogo e modelista Oscar Nilsson fez uma reconstrução do rosto e do corpo da jovem, sendo possível hoje ter uma ideia do seu aspeto físico e das roupas que ela poderia ter usado.
Sua idade estimada no momento de sua morte é de 6 anos. Era do sexo feminino e talvez morreu de uma doença facilmente curável hoje. Seu corpo foi colocado num pequeno caixão, depositado junto ao muro da cidade, a uns 90 centímetros de profundidade, e acompanhado de uma fivela dourada, 21 pérolas, uma faca e uma caixinha com agulhas de costura.
Estudos mais recentes, indicam que a menina não era natural da região, e que teria vindo do norte da Alemanha ou do sul da Dinamarca. Teria cerca de 6 anos, e 1 metro de altura. Não apresenta nenhumas lesões no esqueleto, que possam apontar alguma causa de morte. Os objetos encontrados junto ao corpo sugerem que pertencia a uma família rica, e a análise óssea mostra que tinha uma alimentação rica em carne, também um sinal de riqueza.